# 5 (альбом Ленни Кравица)
«5» — пятый студийный альбом американского рок-музыканта Ленни Кравица, выпущенный под лейблом Virgin Records America в 1998 году.
Песни «Fly Away» и «I Belong to You» помогли Ленни добиться ещё большего успеха в Европе. Альбом занял 28 место в Billboard 200 и 18 место в UK Album Chart. В США было продано около 3 000 000 экземпляров и свыше 6 000 000 в мире. Альбом участвовал в нескольких номинациях[уточнить]. Песни «American Woman» и «Fly Away» удостоились премии «Грэмми» в категории «Лучшее рок-исполнение».

## Список композиций
1. «Live» — 5:12
2. «Supersoulfighter» — 4:58
3. «I Belong to You» — 4:17
4. «Black Velveteen» — 4:48
5. «If You Can’t Say No» — 5:17
6. «Thinking of You» — 6:24
7. «Take Time» — 4:31
8. «Fly Away» — 3:41
9. «It’s Your Life» — 5:02
10. «Straight Cold Player» — 4:19
11. «Little Girl’s Eyes» — 7:44
12. «You’re My Flavor» — 3:48
13. «Can We Find a Reason» — 6:24
14. «American Woman» — 4:21
15. «Without You» — 4:47

## Дополнительные факты
- В 1999 году Кравиц исполнил «American Woman» и «Fly Away» совместно с Принсом[1].